# Bílovice (Bílovice-Lutotín)
Bílovice (německy Bilowitz) je jihovýchodní část obce Bílovice-Lutotín v okrese Prostějov. V roce 2009 zde bylo evidováno 165 adres. V roce 2001 zde trvale žilo 322 obyvatel.
Bílovice je také název katastrálního území o rozloze 5,27 km2.

## Název
Jméno vesnice bylo odvozeno od osobního jména Biel ("bílý"). Původně šlo o pojmenování obyvatel vsi, výchozí tvar Bielovici znamenal "Bielovi lidé".

## Historie
První písemná zmínka o obci pochází z roku 1349.

## Obyvatelstvo

### Struktura
Vývoj počtu obyvatel za celou obec i za jeho jednotlivé části uvádí tabulka níže, ve které se zobrazuje i příslušnost jednotlivých částí k obci či následné odtržení.
| Místní části   | Místní části  | 1869 | 1880 | 1890 | 1900 | 1910 | 1921 | 1930 | 1950 | 1961 | 1970 | 1980 | 1991 | 2001 | 2011 |
| -------------- | ------------- | ---- | ---- | ---- | ---- | ---- | ---- | ---- | ---- | ---- | ---- | ---- | ---- | ---- | ---- |
| Počet obyvatel | část Bílovice | 461  | 462  | 509  | 516  | 550  | 539  | 559  | 442  | 410  | 379  | 335  | 300  | 322  | 317  |
| Počet domů     | část Bílovice | 87   | 86   | 86   | 89   | 89   | 91   | 101  | 118  | 175  | 109  | 102  | 120  | 121  | 110  |

## Pamětihodnosti
- Venkovská usedlost čp. 35
- Severozápadně od vesnice se nachází Hrad u Bílovic – pozůstatky pravěkého hradiště z pozdní doby kamenné.[8]